# Traca (artículo pirotécnico)

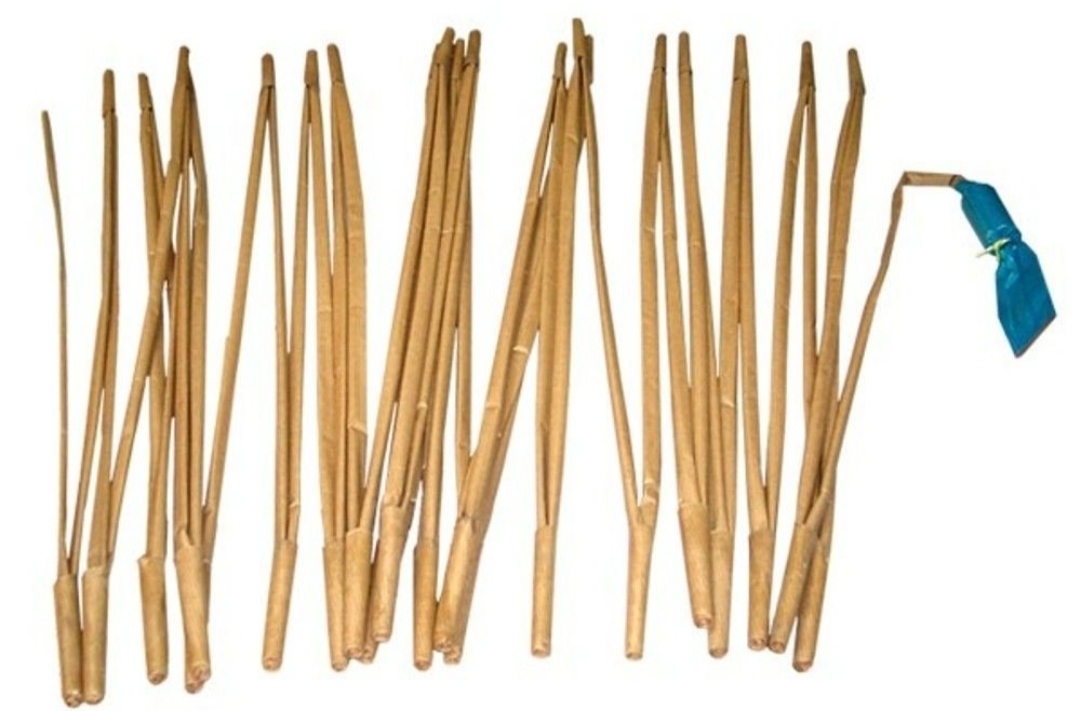

Una traca es un producto pirotécnico consistente en una sucesión de petardos o cohetes unidos por una mecha situada en tierra o colgada en el aire. Tras encender la mecha por un extremo, los petardos explotan de una manera continuada y rítmica acabando normalmente en un trueno final de mayor potencia. Son de longitud variable siendo comunes de diez metros hasta cien. Sin embargo también se fabrican tracas de varios centenares de metros por encargo.
Son originarias de la Comunidad Valenciana siendo fundamentales en el desarrollo de las mascletás. También son utilizadas durante diversas celebraciones como puedan ser bodas, bautizos o comuniones.